# Ikke-euklidisk geometri
 Der er for få eller ingen kildehenvisninger i denne artikel, hvilket er et problem. Du kan hjælpe ved at angive troværdige kilder til de påstande, som fremføres i artiklen.

## Den euklidiske geometris område
Den euklidiske geometri bygger på et antal postulater (kaldet aksiomer) som ikke kan bevises; for eksempel begrebet "et punkt" og at der gennem to punkter kan trækkes én og kun en ret linje. Et af Euklids postulater har givet anledning til megen grublen: det såkaldte parallel-postulat som udsiger, at der gennem et punkt uden for en ret linje kan trækkes én og kun en ret linje parallel med denne. Man har siden oldtiden atter og atter forsøgt at bevise dette postulat ud fra Euklids øvrige postulater, men hver gang et "bevis" var fremsat, blev det påpeget, at det var et cirkelbevis, dvs. at man i bevisførelsen på en eller anden måde var gået ud fra det, som skulle bevises. Det er dog nu vist, at Euklids parallel-postulat er uafhængigt af de øvrige. Hvor parallelpostulatet gælder, er der tale om klassisk, euklidisk geometri. 
Det var imidlertid det omfattende arbejde, der blev udført omkring dette postulat, som førte til den udvidelse af geometriens område, som kaldes den ikke-euklidiske geometri.

## Andre slags geometri
Først i 1800-tallet dukkede den tanke op at man kunne skabe en geometri som ikke byggede på parallelpostulatet, med andre ord en geometri hvor der gennem et punkt uden for en ret linje kunne trækkes andre antal end én ret linje parallel med denne. Det har vist sig muligt at skabe to "nye", modsigelsesfri geometrier med sådanne egenskaber.
På en plan flade (1) kan man gennem et punkt (hvid prik) uden for en linje (gul streg) tegne én og kun én ret linje (blå streg) parallel med den første linje. På en kugleformet flade (2) kan man ikke tegne to ikke-sammenfaldende, rette linjer uden at de krydser hinanden, mens man på den hyperbolske flade (3) gennem samme punkt kan tegne uendeligt mange linjer parallelt med den første linje.

### Elliptisk geometri: Ingen parallelle linjer
Mens Euklids postulater gælder for en plan overflade som f.eks. et almindeligt stykke papir, gælder den elliptiske geometri (også kaldet den riemannske geometri – ikke at forveksle med det matematiske område) for en kugleformet overflade: Her kan man slet ikke tegne to parallelle linjer som ikke er sammenfaldende, og som ikke skærer hinanden.
En flyvemaskine der flyver "lige ud" i forhold til terrænet under det, vil efter 40.000 km have fuldført en jordomrejse langs en storcirkel; en cirkel med (godt og vel) Jordens radius, og med centrum sammenfaldende med Jordens (teoretiske) centrum. Sådan en storcirkel er den elliptiske geometris "svar" på rette linjer indenfor Euklids geometri.

To fly der flyver Jorden rundt som beskrevet ovenfor, vil enten følge sammenfaldende ruter, eller krydse hinandens ruter to gange for hver jordomrejse – de kan ikke flyve parallelt med hinanden, uden at mindst én af piloterne fortløbende må dreje en lille smule for at undgå at krydse det andet flys rute.
En anden karakteristisk egenskab for den elliptiske geometri er, at vinkelsummen i en trekant, tegnet på en kugleoverflade, vil være større end 180 grader. Dette kan illustreres ved hjælp af en globus: Vælg to punkter på ækvator med 90 længdegraders afstand; mellem disse punkter og en af polerne kan man nu tegne en trekant med tre rette vinkler, og en vinkelsum af 3 · 90° = 270°.

### Hyperbolsk geometri: Mange parallelle linjer
Denne geometri kaldes også for Bolyai-Lobatjevskij-geometri (efter matematikerne János Bolyai og Nikolaj Lobatjevski), og dens regler gælder for den såkaldte hyperbolske plan: Her kan to rette linjer være enten skærende, parallelle eller ultraparallelle.
To parallelle linjer vil i den ene retning nærme sig asymptotisk til hinanden, dvs. at deres indbyrdes afstand går mod nul når man forlænger linjerne mod det uendelige. I den anden retning fjerner linjerne sig mere og mere fra hinanden.
Heraf følger at der – til forskel fra Euklids parallelpostulat – gælder at der gennem et punkt uden for en ret linje kan trækkes præcis to linjer parallel med denne, nemlig linjer som i hver sin retning er parallel med den givne.
Disse to linjer vil danne en "lille" vinkel med hinanden. Rette linjer som går gennem det givne punkt og ligger inden for den omtalte vinkel siges at være ultraparallelle med
den givne linje.
Endvidere vil to linjer som er vinkelrette på samme tredje linje være ultraparallelle.
En anden vigtig egenskab ved den hyperbolske geometri er at summen af vinklerne i en trekant er mindre end 180 grader.